# Cornel Pieptea
Cornel Pieptea (n. 9 iunie 1976, com. Valeni, județul Olt) este un om politic român, membru al Partidului Național Liberal, cunoscut în principal ca deputat în Parlamentul României în legislatura 2008–2012. Din 2012, este membru în Consiliul General al Municipiului București, unde este liderul grupului consilierilor partidului său.

## Studii
A urmat cursurile Facultății de Electronică și Telecomunicații din cadrul Universității Politehnica din București pe care a absolvit-o în anul 1999. În anul 2007 a absolvit Facultatea de Management Financiar Contabil din cadrul Universității Spiru Haret, secțiunea Contabilitate și Informatică de Gestiune. În 2008 a obținut masteratul în Managementul Administrației Publice din cadrul Institutului Național de Administrație.

## Activitate politică
Din anul 2000 este membru al PNL, ocupând funcția de Consilier Local în cadrul Consiliului Local Sector 6 în mandatul 2004 – 2008. În cadrul PNL a fost ales Vicepreședinte PNL Sector 6 și membru în Biroul Politic Teritorial PNL Sector 6.
În perioada octombrie 2004 – iunie 2007 a ocupat funcția de Director Adjunct în cadrul Administrației Domeniului Public Sector 6.
În noiembrie 2008 a obținut un mandat de deputat de București din partea Partidului Național Liberal.